# Charles de Lint
Charles de Lint (Bussum, 22 december 1951) is een Canadees schrijver van met name fantasy en horrorverhalen. Tevens is hij boekcriticus voor The Magazine of Fantasy & Science Fiction.
De Lint werd geboren in Bussum, Nederland, maar emigreerde toen hij vier maanden oud was met zijn ouders naar Canada. Tegenwoordig woont hij in Ottawa, samen met zijn vrouw MaryAnn Harris. Samen met schrijvers Terri Windling en John Crowley heeft De Lint de genres urban fantasy en mythische fictie bekendgemaakt bij een groot publiek. Deze genres vallen doorgaans tussen traditionele fantasy en normale fictie. Zijn werken zijn eenmaal genomineerd geweest voor de Nebula Award, en 12 keer voor de World Fantasy award.
De Lint heeft ook drie boeken geschreven onder het pseudoniem Samuel M. Key, welke zijn uitgebracht door Orb Books. Veel van zijn verhalen draaien om de fictieve Noord-Amerikaanse stad Newford, en bevatten een vaste cast van hoofd- en bijpersonages. De Lint heeft ook een kinderboek geschreven getiteld Circle of Cats, in samenwerking met Charles Vess.
De Lint is naast schrijver ook dichter, musicus en folklorist. Zijn gedichten zijn online te vinden in Endicott Studio Journal of Mythic Arts.
Op 9 oktober 2007 was De Lint een van de gasten op de Bolen Books Fall Series (samen met Jack Whyte, Will Ferguson en James Barber.